# Хоккей на траве на летних Олимпийских играх 2004
Соревнования по хоккею на траве на летних Олимпийских играх 2004 года проводились среди мужчин и женщин в хоккейном центре в Олимпийском комплексе в Элиниконе. Турнир по хоккею на траве проводился среди мужских команд в 20-й раз за историю Олимпийских игр, а среди женских — в 7-й.
В мужском турнире участвовали 12, а в женском 10 команд. Автоматически право на участие в обоих турнирах получали чемпионы Азиатских игр 2002 года, Панамериканских игр, Кубка европейских наций, чемпионата Океании и Всеафриканских игр 2003 года соответственно среди мужчин и женщин. Оставшиеся места разыгрывались в предолимпийских квалификационных турнирах в марте 2004 года между командами, занявшими наиболее высокие места в последнем по времени чемпионате мира и его квалификации. Команда организаторов Игр — Греции — впервые в истории не получала автоматического права на участие. Вместо этого греческие команды играли в преддверии предолимпийских квалификационных турниров серию до двух побед против сборных, занимавших последнее место из команд, имевших право на участие в этих турнирах.
Женский турнир начался 14 и завершился 26 августа, мужской длился с 15 по 27 августа. В обоих турнирах участники матчей плей-офф определялись по результатам игр в двух группах (у мужчин по 6, у женщин по 5 команд в группе). 1-е и 2-е места из групп выходили в полуфинал, остальные разыгрывали между собой места с 5-го и ниже, встречаясь с соперниками из соседней группы. Самыми результативными стали сборные Пакистана у мужчин (26 голов) и Нидерландов у женщин (17). У мужчин лучшим бомбардиром стал Сохайль Аббас (Пакистан) с 11 голами, у женщин Мейнтье Доннерс (Нидерланды) и Дженни Уилсон (ЮАР) с 5 голами.

## Медали

### Медалисты
|         | Золото    | Серебро    | Бронза    |
| Мужчины | Австралия | Нидерланды | Германия  |
| Женщины | Германия  | Нидерланды | Аргентина |

### Общий зачёт
| Общее количество медалей |            |        |         |        |       |
| Место                    | Страна     | Золото | Серебро | Бронза | Всего |
| 1                        | Германия   | 1      |         | 1      | 2     |
| 2                        | Австралия  | 1      |         |        | 1     |
| 3                        | Нидерланды |        | 2       |        | 2     |
| 4                        | Аргентина  |        |         | 1      | 1     |